# Chan Siu Ki

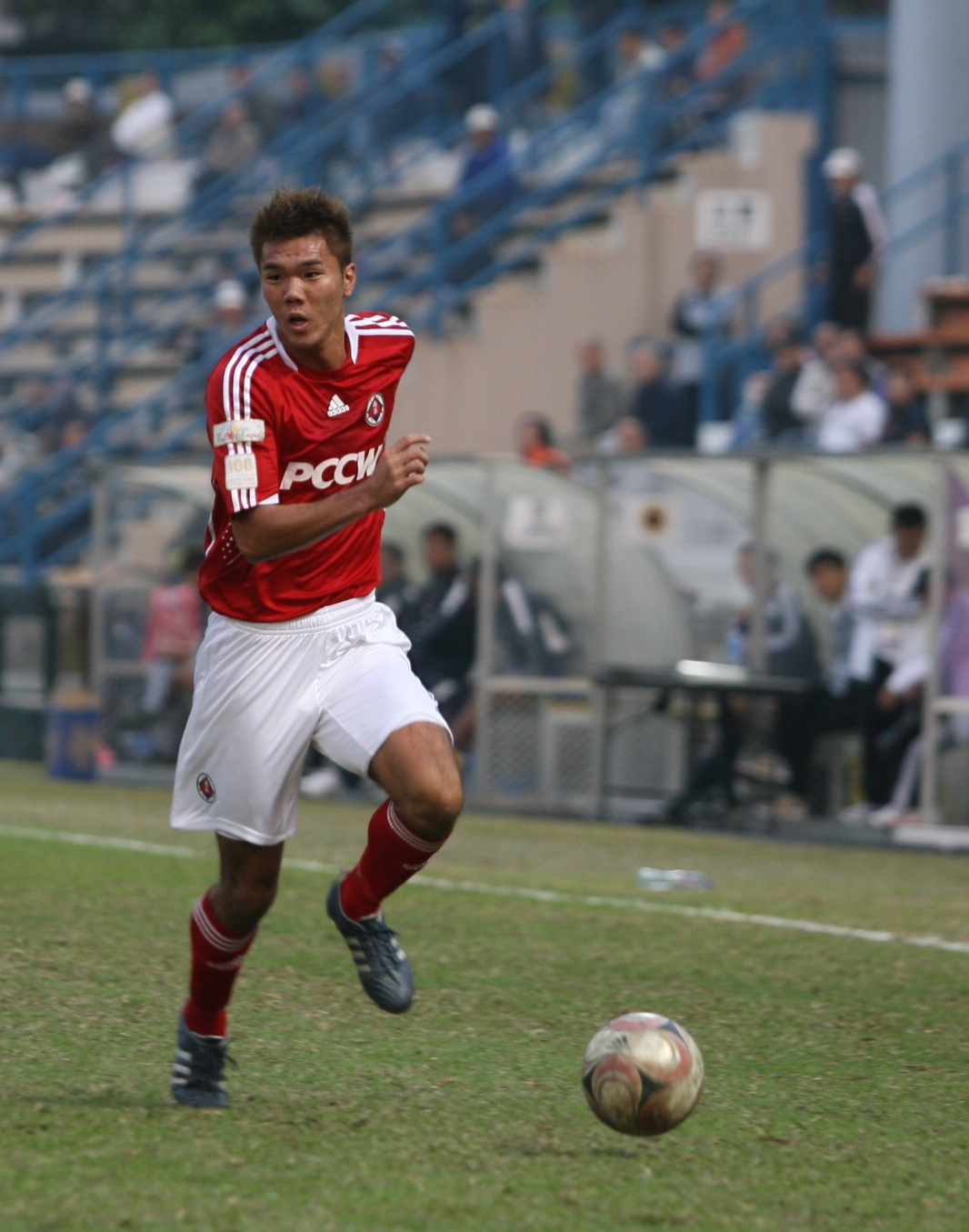
Chan Siu Ki (2008)

Chan Siu Ki (Chinees: 陳肇麒) (Hongkong, 14 juli 1985) is een Hongkongs voetballer, die speelt voor het Hongkongse South China en voor het Hongkongs voetbalelftal. Hij is een van de beste spelers die het Hongkongs voetbal ooit gekend heeft.

## Clubs
| seizoen     | club              | land     | competitie                               | wed. | goals |
| ----------- | ----------------- | -------- | ---------------------------------------- | ---- | ----- |
| 2002/03     | Tai Po FC         | Hongkong | Hong Kong Third District Division League | ?    | ?     |
| 2003/04     | Hong Kong Rangers | Hongkong | Hong Kong First Division League          | 0    | 0     |
| 2003/04     | Kitchee           | Hongkong | Hong Kong First Division League          | ?    | 7     |
| 2004/05     | Kitchee           | Hongkong | Hong Kong First Division League          | ?    | 7     |
| 2005/06     | Kitchee           | Hongkong | Hong Kong First Division League          | ?    | 4     |
| 2006/07     | Kitchee           | Hongkong | Hong Kong First Division League          | 24   | 9     |
| 2007/08     | Kitchee           | Hongkong | Hong Kong First Division League          | 10   | 7     |
| 2007/08     | South China       | Hongkong | Hong Kong First Division League          | 2    | 3     |
| 2007/08     | South China       | Hongkong | Hong Kong First Division League          | 17   | 3     |
| Bijgewerkt: | 13-10-2008        |          | Totaal                                   | 53   | 40    |

## Nationaal voetbalelftal
Op 7 maart 2005, tijdens een wedstrijd tegen Guam, scoorde Chan zeven keer (uiteindelijk eindigde het duel in 15-0). Sindsdien was hij een vaste waarde voor het nationale elftal.

## Erelijst
- Hong Kong League Cup: 2006, 2007
- Hong Kong Senior Shield: 2006

Persoonlijk:
- Hong Kong First Division League beste jonge speler: 2004, 2005, 2007